# Austrogymnocnemia edwardsi
Austrogymnocnemia edwardsi är en insektsart som beskrevs av Tim R. New 1985. Austrogymnocnemia edwardsi ingår i släktet Austrogymnocnemia och familjen myrlejonsländor. Inga underarter finns listade i Catalogue of Life.